# Internationaux de France de 2019
Internationaux de France de 2019 foi a trigésima terceira edição do Internationaux de France, um evento anual de patinação artística no gelo organizado pela Federação Francesa de Esportes no Gelo (em francês:  Federation Française des Sports de Glace), e que fez parte do Grand Prix de 2019–2020. A competição originalmente seria disputada entre os dias 1 de novembro e 3 de novembro, na cidade de Grenoble, França.

## Eventos
- Individual masculino
- Individual feminino
- Duplas
- Dança no gelo